# Monocercomonoides
Monocercomonoides — рід найпростіших з групи Metamonada, представники якого паразитують у кишках комах, плазунів і ссавців. Належить до родини Polymastigidae.
Овальної або грушоподібної форм, довжина 5—15 мкм. Має 4 війки, зібрані у дві пари.
Враховуючи паразитичний спосіб життя, представники роду Monocercomonoides мають спрощену будову. Не мають ані діктіосом, ані мітохондрій. Проте, вдалося виявити у них білки, зв'язані з апаратом Гольджі. На відміну від інших амітохондріальних найпростіших, не знайдено у них ані органел-мітохондріальних решток (напр. мітосом), ані білків, типових для метаболізму тих органел. Дихають безкисневим чином шляхом гліколізу, a метаболізм сірково-залізний, який майже у всіх інших еукаріотів пов'язаний з мітохондріальними білками, у них неможливий через наявність генів іншого типу. Здається, що відсутність мітохондрій не є первинною ознакою, але предки Monocercomonoides її втратили, переходячи на безкисневе дихання.
Представник роду Monocercomonoides, PA 203, що живе у кишківнику шиншили, за відомостями на 2016 рік, є єдиним відомим ядерним організмом, який немає ані мітохондрій чи їх гомологів, ані білків, типових для тих органел. Відкриття це зробила група дослідників з Празького університету під керівництвом Володимира Гампла і Ганни Карнковської.

## Види
- M. adarshii Mali, Kulkarni & Mali, 2001[6]
- M. aurangabade Mali & Patil, 2003[7]
- M. bovis Jensen & Hammond, 1964[8]
- M. cetoniae Travis, 1932
- M. dobelli Krishnamurthy & Madre, 1979[9]
- M. garnhami Rao, 1969[10]
- M. ganapatii Rao, 1969[10]
- M. gryllusae Sultana & Krishnamurthy, 1978[11]
- M. hausmanni Radek, 1997[12][13]
- M. khultabadae Mali & Mali, 2004[14]
- M. marathwadensis Krishnamurthy & Sultana 1976[15]
- M. mehdii Krishnamurthy, 1967[16]
- M. omergae Mali, Kulkarni & Mali, 2001[6]
- M. polyphagae Krishnamurthy & Sultana 1976[15]
- M. qadrii Rao, 1969[10]
- M. sayeedi Abraham, 1961[17]
- M. singhi Krishnamurthy, 1967[16]
- M. termitis Krishnamurthy & Sultana 1979[18]